# MK 103
El MK 103 (Maschinekanone 103, «cañón automático 103» en alemán) era un cañón automático alemán de 30 mm utilizado en aviones de combate de la Luftwaffe durante la Segunda Guerra Mundial.

## Historia y desarrollo
El MK 103 fue ideado como un arma de doble propósito, como cañón antitanque y para combate aéreo, siendo desarrollado a partir del MK 101. En comparación al segundo, tenía una mayor cadencia de disparo y se ideó para tener una mayor velocidad de boca. Al contrario del MK 101, el MK 103 era alimentado mediante cinta, lo cual potencialmente le permitía transportar una mayor cantidad de municiones. El MK 103 disparaba cartuchos con percusión eléctrica en lugar de cartuchos con fulminante. Su mecanismo de disparo se distinguía del MK 101 accionado por retroceso, en que empleaba una combinación de recarga accionada por gas y retroceso. Después del disparo, la presión de los gases abría el cerrojo, mientras que el retroceso del cañón eyectaba el casquillo vacío e introducía un nuevo proyectil en la recámara.
A causa de una combinación de aceros de baja calidad y piezas ligeras, el mecanismo del MK 103 no era tan resistente como el del MK 101. Para contrarrestar esta debilidad, se disparaban cartuchos HE con carga propulsosa reducida, produciéndose una pérdica de aproximadamente 100 m/s en la velocidad de boca respecto al MK 101, pero incrementándose la cadencia de disparo. El MK 103 entró en servicio en 1943, como el armamento principal del avión de ataque a tierra/antitanque Hs 129 B-1, montado debajo de su fuselaje dentro de un contenedor de armamento. Sin embargo, a pesar de ser aún más liviano que el MK 101, el MK 103 era todavía muy pesado para ser utilizado en aviones de caza, por lo que su empleo no fue muy extenso.
La especificación original del MK 103 indicaba su capacidad para instalarse en el fuselaje de un caza y disparar a través del buje de la hélice (posiblemente como un Motorkanone), pero demostró ser demasiado grande y pesado para instalarse dentro de cazas como el Messerschmitt Me 109. Si era montado en cualquier otra superficie del avión, como bajo las alas, las fuerzas asimétricas del retroceso del cañón tendían a inclinar el morro del avión hacia un lado. El único uso conocido del MK 103 como Motorkanone fue en el Do 335 Pfeil. Se desarrolló una versión modificada que tenía un cañón más ligero, el MK 103M, que posiblemente fue probada para su uso como Motorkanone en cazas monomotores tales como el Me 109K, pero probablemente nunca entró en servicio. En consecuencia, el MK 103 estuvo principalmente limitado al papel de arma aire-tierra para su uso contra vehículos blindados.
El peso de las balas disparadas por el MK 103 eran de 330 g para las de alto poder explosivo y de 355 g para las antiblindaje. Las segundas podían perforar entre 42 mm y 52 mm de blindaje inclinado a 60°, así como entre 75 mm y 95 mm de blindaje a 90°, a una distancia de 300 m para ambos casos.
Un pequeño número de cazas Fw 190A y de aviones de ataque a tierra Fw 190F, con alas y fuselajes de diseño resistente, fueron armados con dos MK 103. Cada cañón iba montado debajo del ala en un contenedor de armamento. En las últimas fases de la guerra, el MK 103 también fue empleado como cañón antiaéreo, montado sobre afustes simples o en baterías dobles. Además fue empleado como armamento principal del Flakpanzer IV "Kugelblitz".
El ligero cañón automático MK 108, desarrollado paralelamente al MK 103, tenía un cañón más corto y empleaba un mecanismo accionado por retroceso. Tenía el mismo calibre y disparaba un cartucho con casquillo más corto y menor carga propulsora, así como una menor velocidad de boca. Su cañón más corto lo hizo más adaptable, por lo cual tuvo un uso más amplio.